# BLOOM*IZ
《BLOOM*IZ》(블룸 아이즈)는 대한민국과 일본의 합작 걸 그룹 아이즈원의 첫 정규 음반이다. 지니 뮤직을 통해서 2020년 2월 17일에 발매되었다.

## 개요
- 대한민국에서는 《HEART*IZ》 이래로 7개월만의 음반이자 데뷔 후 첫 정규 음반이다.
- 음반은 ‘I WAS’, ‘I AM’, ‘I WILL’의 세 가지 버전 형태로 발매된다.
- 〈라비앙로즈〉, 〈비올레타〉를 잇는 꽃 시리즈의 마지막을 장식하는 음반이다.
- 타이틀 곡 〈FIESTA〉는 아이즈원이 모여 절정과 만개를 피어낸 모습을 ‘축제’라는 이미지로 형상화한 곡이다.[1]

## 발매 과정
아이즈원 데뷔 1주년이 되는 날인 2019년 10월 29일, 공식 SNS와 유튜브 채널을 통해서 컴백 트레일러가 업로드됐으며 앨범명과 발매 날짜가 함께 공개됐다. 10월 30일부터 멤버별로 오피셜 포토를 세 명마다 세 개의 버전으로 공개됐으며 11월 2일에는 단체 오피셜 포토, 유닛 포토가 공개됐다. 11월 3일, 트랙 리스트를 공개됨과 동시에 타이틀 곡의 제목 ‘FIESTA’가 공개됐다. 11월 4일에는 전곡 하이라이트 메들리를 공개를 했다. 그러나, 11월 7일에 PRODUCE 48 조작 의혹 여파로 인해서 11월 11일에 발매되기로 한 일정이 연기됐다. 사건이 발생하고 2개월 후인 12월 30일에 CJ ENM은 사과문을 낭독한 후 아이즈원의 활동 재개를 지원할 거라고 밝혔고, 2020년 1월 6일에 그룹의 지속 결정이 발표됐다. 2월 2일, 한 언론사를 통해서 컴백 날짜를 알렸으며 다음날 공식 SNS에서 커버 이미지를 게재하면서 공식적으로 발표됐다.

## 수록 내용
| #            | 제목                              | 작사                                                   | 작곡                                                            | 편곡  | 재생 시간 |
| ------------ | --------------------------------- | ------------------------------------------------------ | --------------------------------------------------------------- | ----- | --------- |
| 1.           | 〈EYES〉                          | 조윤경 Andy Love Andreas Öberg David Amber 라이언 전   | Andy Love Andreas Öberg David Amber 라이언 전                   | 3:39  |           |
| 2.           | 〈FIESTA〉                        | 서지음 고현정(Jamfactory) 최현준 김승수                | 최현준 김승수                                                   | 3:38  |           |
| 3.           | 〈DREAMLIKE〉                     | 장원영 윤상조 강연욱                                   | 윤상조 강연욱                                                   | 3:47  |           |
| 4.           | 〈AYAYAYA〉                       | Inner Child(MonoTree)                                  | 윤종성(MonoTree) Anna Timgren 신민경                            | 3:22  |           |
| 5.           | 〈SO CURIOUS〉                    | 텐조 키비                                              | 텐조 MUNA LOOGONE Shaun Kim                                     | 3:23  |           |
| 6.           | 〈SPACESHIP〉                     | 권은비 Elum(PRISMFILTER) Anchor(PRISMFILTER)           | 권은비 Nmore(PRISMFILTER) Elum(PRISMFILTER) Anchor(PRISMFILTER) | 2:51  |           |
| 7.           | 〈우연이 아니야〉                 | 이기 용배 이스란 So Jay                                | 이기 용배                                                       | 3:22  |           |
| 8.           | 〈YOU & I〉                       | 김현아 김민주                                          | 박태진                                                          | 3:25  |           |
| 9.           | 〈DAYDREAM〉                      | danke(라라라스튜디오) 민연재                           | AiRPLAY Nash Overstreet Sidnie Tippone                          | 3:24  |           |
| 10.          | 〈PINK BLUSHER〉                  | BOOMBASTIC So Jay                                      | BOOMBASTIC                                                      | 3:15  |           |
| 11.          | 〈언젠가 우리의 밤도 지나가겠죠〉 | 조유리                                                 | 조유리 Nmore(PRISMFILTER) Building Owner(PRISMFILTER)           | 3:17  |           |
| 12.          | 〈OPEN YOUR EYES〉                | Black Edition EastWest 불스아이 yuka(Full8loom) So Jay | Black Edition EastWest 불스아이, yuka(Full8loom)                | 3:18  |           |
| 총 재생 시간 | 총 재생 시간                      | 총 재생 시간                                           | 총 재생 시간                                                    | 40:39 |           |

## 가창 멤버
DREAMLIKE
권은비, 미야와키 사쿠라, 강혜원, 최예나, 혼다 히토미, 장원영
AYAYAYA
권은비, 미야와키 사쿠라, 강혜원, 이채연, 김채원, 김민주, 야부키 나코, 조유리, 안유진
SO CURIOUS
최예나, 이채연, 김채원, 김민주, 야부키 나코, 혼다 히토미, 조유리, 안유진, 장원영
DAYDREAM
권은비, 이채연, 김민주, 안유진
PINK BLUSHER
미야와키 사쿠라, 강혜원, 야부키 나코, 혼다 히토미, 장원영
언젠가 우리의 밤도 지나가겠죠(SOMEDAY)
최예나, 김채원, 조유리

## 차트

### 일간 차트
| 차트 (2020)                         | 최고 순위 |
| ----------------------------------- | --------- |
| 대한민국 (가온 소매점 앨범 차트)    | 1         |
| 홍콩 (아이튠즈 음반 차트)           | 1         |
| 대만 (아이튠즈 음반 차트)           | 1         |
| 태국 (아이튠즈 음반 차트)           | 1         |
| 싱가포르 (아이튠즈 음반 차트)       | 1         |
| 인도네시아 (아이튠즈 음반 차트)     | 1         |
| 말레이시아 (아이튠즈 음반 차트)     | 1         |
| 베트남 (아이튠즈 음반 차트)         | 1         |
| 필리핀 (아이튠즈 음반 차트)         | 1         |
| 노르웨이 (아이튠즈 음반 차트)       | 1         |
| 노르웨이 (아이튠즈 음반 차트)       | 1         |
| 미국 (아이튠즈 음반 차트)           | 1         |
| 러시아 (아이튠즈 음반 차트)         | 8         |
| 아랍에미리트 (아이튠즈 음반 차트)   | 2         |
| 사우디아라비아 (아이튠즈 음반 차트) | 2         |

### 주간 차트
| 차트 (2020)                      | 최고 순위 |
| -------------------------------- | --------- |
| 대한민국 (가온 앨범 차트)        | 1         |
| 대한민국 (가온 소매점 앨범 차트) | 1         |
| 일본 (오리콘 양악 앨범 차트)     | 1         |

| 차트 (2020)                   | 최고 순위 |
| ----------------------------- | --------- |
| 대한민국 (가온 디지털 차트)   | 3         |
| 대한민국 (가온 다운로드 차트) | 1         |
| 대한민국 (가온 스트리밍 차트) | 5         |
| 대한민국 (가온 BGM 차트)      | 44        |

| 차트 (2020)                   | 최고 순위 |
| ----------------------------- | --------- |
| 대한민국 (가온 다운로드 차트) | 25        |

| 차트 (2020)                   | 최고 순위 |
| ----------------------------- | --------- |
| 대한민국 (가온 다운로드 차트) | 30        |

| 차트 (2020)                   | 최고 순위 |
| ----------------------------- | --------- |
| 대한민국 (가온 다운로드 차트) | 32        |

| 차트 (2020)                   | 최고 순위 |
| ----------------------------- | --------- |
| 대한민국 (가온 다운로드 차트) | 33        |

| 차트 (2020)                   | 최고 순위 |
| ----------------------------- | --------- |
| 대한민국 (가온 다운로드 차트) | 36        |

| 차트 (2020)                   | 최고 순위 |
| ----------------------------- | --------- |
| 대한민국 (가온 다운로드 차트) | 37        |

| 차트 (2020)                   | 최고 순위 |
| ----------------------------- | --------- |
| 대한민국 (가온 다운로드 차트) | 38        |

| 차트 (2020)                   | 최고 순위 |
| ----------------------------- | --------- |
| 대한민국 (가온 다운로드 차트) | 39        |

| 차트 (2020)                   | 최고 순위 |
| ----------------------------- | --------- |
| 대한민국 (가온 다운로드 차트) | 40        |

| 차트 (2020)                   | 최고 순위 |
| ----------------------------- | --------- |
| 대한민국 (가온 다운로드 차트) | 41        |

### 월간 차트
| 차트 (2020)                      | 최고 순위 |
| -------------------------------- | --------- |
| 대한민국 (가온 앨범 차트)        | 2         |
| 대한민국 (가온 소매점 앨범 차트) | 2         |
| 일본 (오리콘 양악 앨범 차트)     | 2         |

| 차트 (2020)                   | 최고 순위 |
| ----------------------------- | --------- |
| 대한민국 (가온 디지털 차트)   | 24        |
| 대한민국 (가온 다운로드 차트) | 5         |
| 대한민국 (가온 스트리밍 차트) | 39        |

### 내용주
1. ↑  키트 음반은 2위
2. ↑  키트 음반은 3위
3. ↑  키트 음반은 10위

### 참조주
1. ↑  김은애 (2020년 2월 17일). “아이즈원, 오늘(17일) 첫 정규 ‘블룸아이즈’ 발표..컴백쇼 개최 '3연타 정조준'[공식]”. 《OSEN》. 2020년 2월 18일에 확인함.
2. ↑  신미래 (2019년 10월 30일). “아이즈원, 11월11일 데뷔 첫 정규 ‘블룸아이즈’ 발매…7개월 만 컴백(공식)”. MBN. 2019년 10월 30일에 확인함.
3. ↑  유인선 (2019년 10월 31일). “‘컴백’ 아이즈원 김민주·권은비·이채연, ‘블룸아이즈’ 오피셜 포토 첫 주자 출격”. 스포츠경향. 2019년 11월 2일에 확인함.
4. ↑  노이슬 (2019년 10월 31일). “아이즈원 김채원·조유리·혼다 히토미, 컴백 포토 '미모 텐션 폭발'”. 싱글리스트. 2019년 11월 2일에 확인함.
5. ↑  이민지 (2019년 11월 1일). “아이즈원 사쿠라·최예나·강혜원, 오피셜 포토…팔색조 여신들”. 뉴스엔. 2019년 11월 2일에 확인함.
6. ↑  이정범 (2019년 11월 1일). “‘컴백’ 아이즈원, 장원영-야부키 나코-안유진 콘셉트 포토 공개…위즈원 수비대 완성”. 엑스포츠뉴스. 2019년 11월 2일에 확인함.
7. ↑  김지혜 (2019년 11월 2일). “'11일 컴백' 아이즈원, 완전체 오피셜 포토 공개..청순+고혹+이지적 3色 매력”. 헤럴드POP. 2019년 11월 2일에 확인함.
8. ↑  이아영 (2019년 11월 3일). “아이즈원, 첫 정규앨범 트랙리스트 공개…타이틀은 '피에스타'”. 일간스포츠. 2019년 11월 3일에 원본 문서에서 보존된 문서. 2019년 11월 3일에 확인함.
9. ↑  최신애 (2019년 11월 5일). “아이즈원, 첫 정규 앨범 '블룸아이즈' 맛보기..슈트 입고 성숙美 폭발※”. 《enews24》. 2020년 2월 2일에 원본 문서에서 보존된 문서. 2020년 2월 3일에 확인함.
10. ↑  이동윤 (2019년 11월 7일). “아이즈원 투표 조작 논란에 11일 컴백 취소”. 국제신문. 2019년 11월 7일에 확인함.
11. ↑  황지영 (2020년 1월 6일). “[속보] 엑스원 해체 결정, CJ ENM-소속사들 합의 불발”. 일간스포츠. 2020년 2월 2일에 원본 문서에서 보존된 문서. 2020년 2월 3일에 확인함.
12. ↑  “아이즈원, 2월 17일 오후 6시 ‘블룸아이즈’ 발매”. 엑스포츠뉴스. 2020년 2월 3일. 2020년 2월 3일에 확인함.
13. ↑  아이즈원 (2020년 2월 17일). 《BLOOM*IZ》 (음반). 서울: 지니뮤직·스톤뮤직 엔터테인먼트. 3.DREAMLIKE
권은비, 미야와키 사쿠라, 강혜원, 최예나, 혼다 히토미, 장원영 6명이 가창한 유닛곡 ‘DREAMLIKE'는 댄스홀(Dance Hall) 그루브 비트를 기반으로 한 뭄바톤(Moombahton) 장르의 곡이다.
14. ↑  아이즈원 (2020년 2월 17일). 《BLOOM*IZ》 (음반). 서울: 지니뮤직·스톤뮤직 엔터테인먼트. 4.AYAYAYA
‘내가 가는 곳이면 어디든지 무대야'라는 가사처럼, 언제 어디서든 멋진 모습을 보여주는 아이즈원을 담아냄과 동시에 아이즈원에게 깊이 빠질 수 밖에 없을 것이라는 자신감과 당당함을 담아냈다. 강렬한 뭄바톤 비트 위에 치명적이고 파워풀한 군무가 더해져 곡의 매력을 더욱 극대화 시킨다. 이 곡은 아이즈원의 첫 번째 단독 콘서트 ‘EYES ON ME'에서 첫 선보여 화제를 모았던 곡으로 권은비, 미야와키 사쿠라, 강혜원, 이채연, 김민주, 조유리 6인으로 이루어진 유닛곡을 김채원, 야부키 나코, 안유진이 투입되어 9인 버전으로 새롭게 탄생했다.
15. ↑  아이즈원 (2020년 2월 17일). 《BLOOM*IZ》 (음반). 서울: 지니뮤직·스톤뮤직 엔터테인먼트. 5.SO CURIOUS
첫사랑의 설렘과 호기심 때문에 모든 것이 궁금하게 느껴지는 풋풋한 마음을 사랑스럽게 담아낸 곡으로 아이즈원의 통통 튀고 귀여운 보이스가 더해져 곡의 상큼함을 돋보이게 한다. 이 곡은 아이즈원의 첫 번째 단독 콘서트 ‘EYES ON ME'에서 첫 선보여 화제를 모았던 곡으로 최예나, 김채원, 야부키 나코, 혼다 히토미, 안유진, 장원영 6인으로 이루어진 유닛곡을 이채연, 김민주, 조유리가 투입되어 9인 버전으로 새롭게 탄생했다.
16. ↑  아이즈원 (2020년 2월 17일). 《BLOOM*IZ》 (음반). 서울: 지니뮤직·스톤뮤직 엔터테인먼트. 9.DAYDREAM
달콤한 낮잠의 꿈 속에서 깨어나고 싶지 않은 감정을 진지하고 유려한 가사로 풀어낸 곡이다. 몽환적이면서도 파워풀하며 90's dance pop의 이미지가 트랙 곳곳에 숨겨져 있는 매력적인 곡이다. 권은비, 이채연, 김민주, 안유진 4인으로 이루어진 이 유닛은 이 곡을 통해 아이즈원이 그 동안 선보이지 않았던 카리스마 잇는 보컬을 선보이며 매력을 극대화시켰다.
17. ↑  아이즈원 (2020년 2월 17일). 《BLOOM*IZ》 (음반). 서울: 지니뮤직·스톤뮤직 엔터테인먼트. 10.PINK BLUSHER
한 소녀가 사랑하는 사람을 만나 수줍어하는 모습을 핑크색 블러셔에 비유, 수줍으면서도 깜찍한 사랑 고백 이야기를 담아낸 ‘PINK BLUSHER'는 미야와키 사쿠라, 강혜원, 야부키 나코, 혼다 히토미, 장원영 5인으로 이루어진 유닛 곡이다.
18. ↑  아이즈원 (2020년 2월 17일). 《BLOOM*IZ》 (음반). 서울: 지니뮤직·스톤뮤직 엔터테인먼트. 11.언젠가 우리의 밤도 지나가겠죠
멤버 조유리가 작사, 작곡에 참여한 발라드 곡으로 많은 팬들이 아이즈원을 통해 위로를 받고 힘을 얻었다는 이야기에 아이즈원도 함께 위로를 받게 되었고, 위즈원의 무한한 사랑에 보답하는 의미를 담고 있다. 이 곡은 ‘조유리즈'라고 불리는 최예나, 김채원, 조유리 3인의 목소리로 완성한 곡이라 더욱 의미가 깊으며 3인의 진정성 있는 목소리가 힘과 용기를 북돋워주는 가사와 어우러져 감동을 더하고 있다.
19. ↑  “2월 17일 Retail Album Chart”. 《가온 차트》. 2020년 2월 17일. 2020년 3월 14일에 확인함.
20. ↑  “TOP 100 Albums Chart today in Hong Kong”. 2020년 2월 17일에 원본 문서에서 보존된 문서.
21. ↑  “TOP 100 Albums Chart today in Taiwan”. 2020년 2월 17일에 원본 문서에서 보존된 문서.
22. ↑  “TOP 100 Albums Chart today in Thailand”. 2020년 2월 17일에 원본 문서에서 보존된 문서.
23. ↑  “TOP 100 Albums Chart today in Singapore”. 2020년 2월 17일에 원본 문서에서 보존된 문서.
24. ↑  “TOP 100 Albums Chart today in Indonesia”. 2020년 2월 17일에 원본 문서에서 보존된 문서.
25. ↑  “TOP 100 Albums Chart today in Malaysia”. 2020년 2월 17일에 원본 문서에서 보존된 문서.
26. ↑  “TOP 100 Albums Chart today in Vietnam”. 2020년 2월 17일에 원본 문서에서 보존된 문서.
27. ↑  “TOP 100 Albums Chart today in Philippines”. 2020년 2월 17일에 원본 문서에서 보존된 문서.
28. ↑  “TOP 100 Albums Chart today in Norway”. 2020년 2월 17일에 원본 문서에서 보존된 문서.
29. ↑  “TOP 100 Albums Chart today in Norway”. 2020년 2월 17일에 원본 문서에서 보존된 문서.
30. ↑  “TOP 100 Albums Chart today in United States”. 2020년 2월 17일에 원본 문서에서 보존된 문서.
31. ↑  “TOP 100 Albums Chart today in Russia”. 2020년 2월 17일에 원본 문서에서 보존된 문서.
32. ↑  “TOP 100 Albums Chart today in United Arab Emirates”. 2020년 2월 17일에 원본 문서에서 보존된 문서.
33. ↑  “TOP 100 Albums Chart today in Saudi Arabia”. 2020년 2월 17일에 원본 문서에서 보존된 문서.
34. 1 2 3 4 5 6 7 8 9 10 11 12 13 14 15 16 17 18 19  “BLOOM*IZ”. 《가온 차트》. 2020년 3월 14일에 확인함.
35. ↑  “2020년 08주차 Retail Album Chart”. 《가온 차트》. 2020년 3월 14일에 확인함.
36. ↑  “週間 洋楽アルバムランキング 2020年03月02日付” [주간 양악 앨범 차트 2020년 3월 2일자]. 《ORICON NEWS》 (일본어). ORICON. 2020년 3월 2일. 2020년 3월 14일에 확인함.
37. ↑  “2020년 2월 Retail Album Chart”. 《가온 차트》. 2020년 3월 14일에 확인함.
38. ↑  “月間 洋楽アルバムランキング 2020年02月度” [월간 양악 앨범 차트 2020년 2월도]. 《ORICON NEWS》 (일본어). ORICON. 2020년 3월 14일에 확인함.